# Lyonsiidae
Lyonsiidae zijn een familie van tweekleppigen uit de superorde Anomalodesmata.

## Geslachten
- Entodesma Philippi, 1845
- Lyonsia Turton, 1822
- Mytilimeria Conrad, 1837